# Albertine Draaijer-de Haas
Albertine Draaijer-de Haas (Middelburg, 1876 - 1952) was een Nederlands schrijfster, kunstcritica en medewerkster van de Nieuwe Rotterdamse Courant, de Amsterdammer en diverse tijdschriften.

## Loopbaan
Draaijer-de Haas begon in 1905 met het schrijven van kunstkritieken in de Nieuwe Rotterdamse Courant en het Vlaams-Hollandse tijdschrift Onze Kunst. 
Zij werd in juni 1916 tot lid van de Maatschappij der Nederlandse Letterkunde en in 1929  benoemd in het bestuur van het Louis Couperus Genootschap. Haar boek De gelukzoeker werd door een recensent in 1920 omschreven als mevrouw Draaijer komt eerder uit de school van Balzac dan die van Flaubert; zij geeft een borduurwerk van detail en omgeving en de bezieling der voorwerpen door het leven eromheen. Het boek Vrouwen werd omschreven als plat prozaïsch. Naast boeken schreef Draaijer-de Haas vele artikelen in diverse tijdschriften en kranten, waaronder in oktober 1927 een beschouwing in het tijdschrift Op de Hoogte van verschillende beeldhouwwerken van Fransje Carbasius en in De Nieuwe Gids delen van haar roman De Vlucht. Draaijer-de Haas bracht in 1921 een bezoek aan kunstzaal Kleykamp, waar Jan Toorop werkte aan twee portretten, van Westerman en van De Savornin Lohman, en schreef daar een verslag over voor de Wereldkroniek. In dit artikel schreef zij onder meer: de tekening deed denken aan een ander bezoek aan het atelier van Floris Verster, die een van zijn grote kerken in waskrijt begon met het tekenen van een paar vierkante centimeters kerkvloer, geheel af en in kleur. Meesters als Verster en Toorop zien het ding waarschijnlijk in de geest al geheel klaar en vangen met de afwerking aan, dus daar waarmee een minder geroutineerde eindigt.
Draaijer-de Haas was met haar werk tegenwoordig op diverse letterkundige tentoonstellingen, zoals in 1924 bij de Zeeuwse Letterkundige Tentoonstelling. Daarnaast gaf zij via de radio, middels het programma Museumbezoek, commentaar over kunst. In het boek Onze mei schreef zij over het terugkijken op haar jeugd: om deze onbepaalde stelligheid, dit vage jeugdbewustzijn met oude woorden te vertolken uit de sfeer van een dikwijls innerlijk vergrijsd hart, is ondoenlijk. In haar roman In den stroom probeerde zij van terzijde de schilderkunst te benaderen en de innerlijke omwenteling van vlak na de Haagse School te belichten via een personage. Zij schreef in het dagblad Het Vaderland in 1934 het feuilleton De kooi ging open en in 1941 in dezelfde krant het feuilleton Roze anjers. Draaijer-de Haas was lid van het letterkundig genootschap O.K.K. te Den Haag.

## Bibliografie (selectie)

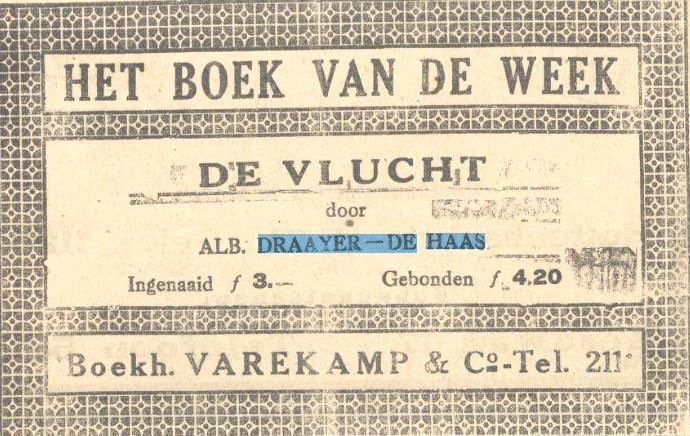
Advertentie voor het boek De Vlucht